# Lądowisko Mewa
Lądowisko Mewa – śmigłowcowe lądowisko wielofunkcyjne w Helu, w województwie pomorskim, położone w południowej części Mierzei Helskiej, na pomoście, na Zatoce Puckiej, ok. 37 km na wschód od Pucka. Lądowisko należy do rezydencji prezydenta Rzeczypospolitej Polskiej.
Lądowisko zostało zarejestrowane w 2012. Figuruje w ewidencji lądowisk Urzędu Lotnictwa Cywilnego.